# Sascha Müller (Politiker)

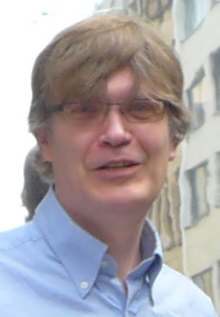
Sascha Müller, 2017

Sascha Müller (* 24. April 1970 in Essen) ist ein deutscher Politiker (Bündnis 90/Die Grünen) und Sportjournalist. Seit 2021 ist er Mitglied des Deutschen Bundestages.

## Leben
Nach seinem Abitur 1989 am Gymnasium Herzogenaurach hat Müller Politikwissenschaft an der Friedrich-Alexander-Universität in Erlangen-Nürnberg studiert, ohne jedoch einen Abschluss abzulegen. Müller lebt in Nürnberg. 

## Politik
Müller ist seit 1988 Parteimitglied bei den Grünen. Von 1989 bis 1996 und 1999 bis 2002 war er im Vorstand von Bündnis 90/Die Grünen Ortsverband Herzogenaurach (davon 1989 bis 1996 als Vorsitzender), 1989 bis 1998 Mitglied im Kreisvorstand von Bündnis 90/Die Grünen Erlangen-Land (davon 1996 bis 1998 als Vorsitzender), 2002 bis 2007 Mitglied im Kreisvorstand von Bündnis 90/Die Grünen Nürnberg, 2011 bis 2021 Mitglied im Landesvorstand von Bündnis 90/Die Grünen Bayern als Schatzmeister.

### Bundestagsmandat
Müller kandidierte bei der Bundestagswahl 2017 und 2021 als Direktkandidat im Bundestagswahlkreis Nürnberg-Süd und 2021 auf Platz 6 der Landesliste von Bündnis 90/Die Grünen. Da die Grünen 19 Plätze errangen, wurde Müller Mitglied des 20. Deutschen Bundestages.
Müller ist Obmann (und ordentliches Mitglied) im Finanzausschuss und stellvertretendes Mitglied im Sportausschuss und dem Ausschuss für Arbeit und Soziales des Bundestages. Zusammen mit Jamila Schäfer ist Müller Co-Sprecher der Landesgruppe Bayern der Grünen im Bundestag.
Bei der Bundestagswahl 2025 kandidierte Müller sowohl im Bundestagswahlkreis Nürnberg-Süd sowie auf Platz 4 der Landesliste Bayern der Grünen. Er erzielte bei den Erststimmen im Wahlkreis nur den vierten Platz, zog aber über die Liste in den 21. Deutschen Bundestag ein. Dort ist Müller Obman der Grünen im Finanzausschuss. Außerdem ist er stellvertretendes Mitglied im Haushaltsausschuss sowie im Ausschuss für Sport und Ehrenamt.

## Mitgliedschaften
Müller ist Mitglied im Bund Naturschutz Bayern und der Dienstleistungs-Gewerkschaft ver.di.